# When Jones Lost His Latchkey
When Jones Lost His Latchkey è un cortometraggio muto del 1912 diretto da Frank Wilson.

## Trama
Un ubriaco perde la chiave e, non riuscendo ad aprire la porta di casa, vuole entrare dalla finestra. Ma, mentre sta arrampicandosi, viene arrestato.

## Produzione
Il film fu prodotto dalla Hepworth.

## Distribuzione
Distribuito dalla Hepworth, il film - un cortometraggio di circa 145 metri - uscì nelle sale cinematografiche britanniche nel marzo 1912.